# Papamosques de Cassin
El papamosques de Cassin (Muscicapa cassini) és una espècie d'ocell de la família dels muscicàpids (Muscicapidae) que habita boscos des de Guinea i Sierra Leone, cap a l'est fins a Uganda, i cap al sud fins al nord d'Angola i de Zàmbia. El seu estat de conservació es considera de risc mínim.